# Rataje nad Sázavou (železniční zastávka)
Rataje nad Sázavou jsou železniční zastávka v centrální části městyse Rataje nad Sázavou v Středočeském kraji v okrese Kutná Hora při řece Sázavě. Leží na neelektrizované jednokolejné trati Kolín–Ledečko, v tomto úseku přezdívané též Posázavský pacifik. Zastávka je součástí stanice Ledečko.

## Historie
15. prosince 1900 byla otevřena hlavní trať vlastněná soukromým subjektem Místní dráha Světlá-Ledeč-Kácov (SLK) z Kolína, kudy od roku 1845 vedla železnice společnosti Severní státní dráha z Olomouce do Prahy, do stanice Rataje nad Sázavou předměstí na východním okraji města.
Stanice byla otevřena 6. srpna 1901, kdy byla dráha prodloužena do Čerčan, kudy od roku 1871 procházela trať společnosti Dráhy císaře Františka Josefa (KFJB) spojující Vídeň, České Budějovice a Nádraží Františka Josefa I. v Praze, a 28. září 1903 opačným směrem, z Kácova do Světlé nad Sázavou. Nově postavené nádraží zde vzniklo  dle typizovaného stavebního vzoru. Stavbu zajišťovalo mimo jiné stavební podnikatelství brněnského podnikatele Osvalda Životského.
Po zestátnění soukromé společnosti po roce 1925 pak správu přebraly Československé státní dráhy.

## Popis
Nachází se zde jedno jednostranné nástupiště.